# Misratdin Iskandarov
Misratdin Iskandarov est un joueur d'échecs azerbaïdjanais né le 14 janvier 1995 à Sumqayıt.
Au 1er mai 2022, il est le huitième joueur azerbaïdjanais avec un classement Elo de 2 601 points.

## Carrière aux échecs
Grand maître international depuis 2020, Iskandarov a remporté l'open BICA Pawn  de  Sousse  en décembre 2021 avec 7,5 points sur 9 devant Igor Kovalenko (7/9).
En février 2022, il finit deuxième du championnat d'Azerbaïdjan d'échecs 2022, battu en finale par Mahammad Muradli,.
En avril 2022, il finit dixième du championnat d'Europe d'échecs individuel disputé en Slovénie,  avec 8 points sur 11. Ce résultat le qualifie pour la Coupe du monde d'échecs 2023.